# Comuna Danîlivka, Berezanka
Danîlivka (în ucraineană Данилівка) este o comună în raionul Berezanka, regiunea Mîkolaiiv, Ucraina, formată din satele Danîlivka (reședința) și Novopodillea.

## Demografie
Componența lingvistică a comunei Danîlivka
     Ucraineană (90,06%)
     Rusă (7,73%)
     Română (1,55%)
     Alte limbi (0,33%)
Conform recensământului din 2001, majoritatea populației comunei Danîlivka era vorbitoare de ucraineană (90,06%), existând în minoritate și vorbitori de rusă (7,73%) și română (1,55%).